# Yinshania
Yinshania là chi thực vật có hoa trong họ Cải.